# Riba-roja d'Ebre
Pour les articles homonymes, voir Riba et Ebre (homonymie).
Riba-roja d'Ebre (en Catalan) ou Ribarroja de Ebro (en Espagnol) est une commune de la province de Tarragone, en Catalogne, en Espagne, de la comarque de Ribera d’Ebre

## Personnalités
La commune de Riba Roja est jumelée avec celle de Solignac, en Haute-Vienne, depuis le 7 août 2005.